# الغرفة (خيران المحرق)

تعديل مصدري - تعديل

الغرفة هي إحدى قرى عزلة الدانعى بمديرية خيران المحرق التابعة لمحافظة حجة، بلغ تعداد سكانها 416 نسمة حسب تعداد اليمن لعام 2004.